# Georg Friedrich Stabel
Georg Friedrich Stabel (* 2. Februar 1687 in Bielitz; † 28. Dezember 1782 in Halle (Saale)) war ein deutscher Chemiker und Arzt.

## Leben
Stabel studierte ab 1706 Medizin an der Universität Halle und wurde dort 1708 promoviert. Danach studierte er in Wittenberg und ab 1711 in Leiden, wo er im selben Jahr nochmals promoviert wurde. Ab 1722 ist er wieder in Halle nachweisbar. 1723 beantragte er vergeblich nach halbjährigen Vorlesungen eine außerordentliche Professur an der Universität zu erhalten. 1726 erhielt er das Bürgerrecht und 1728 wurde er Adjunkt des Stadtphysikus in Halle.
Bekannt ist er für sein Buch Chymiae Dogmatico Experimentalis, das in seinem Todesjahr 1728 in Halle erschien. Das darin enthaltene Kapitel über die Prinzipien der Chemie erschien als deutsche Übersetzung als der entsprechende Abschnitt in Zedlers Universallexikon. Darin knüpft er in Ansätzen zur Atomistik an Daniel Sennert, Robert Boyle und Georg Ernst Stahl an. Er kritisierte die Theorie der drei Erden-Arten von Johann Joachim Becher (eine der Grundlagen der späteren Phlogiston-Theorie von Stahl) und griff die Phlogiston-Theorie an (wobei er sich auf Becher bezog und Stahl nicht erwähnte), indem er auf die Gewichtszunahme beim Verkalken von Metallen (Oxidieren) hinwies. Das war die erste veröffentlichte Widerlegung der Phlogiston-Theorie, sie blieb aber weitgehend unbeachtet.
Auf Stabel als früher Gegner der Phlogistontheorie wies Hermann Kopp hin und ausführlicher Max Speter.

## Schriften
- Chimiae dogmatico experimentalis. Halle / Magdeburg 1728